# 聖公會淡水降臨堂 (新北市)
25°13′35″N 121°27′05″E / 25.226446132203826°N 121.45148356316199°E
聖公會降臨堂是臺灣聖公會所屬之學校聖約翰科技大學內的禮拜堂，位於新北市淡水區淡金路四段499號。

## 沿革
1967年9月，臺灣聖公會與上海聖約翰大學暨聖瑪利亞女校校友會合辦成立新埔工專，由校董王長齡主教指派美國籍艾大維牧師為首任駐校牧師，負責推展宗教教育。創校之初並無專用禮拜堂，借用教室進行宗教活動。陳金地會吏接任校牧後，宗教聚會改在原做為圖書館用的日式房屋；經臺灣聖公會第十屆年議會決議，禮拜堂正式取名為新埔「降臨堂」。
1970年，校董王長齡主教蒙主寵召，安葬原計畫建蓋之禮拜堂聖壇處。為紀念王主教籌辦新埔工專期間之犧牲奉獻，將之後新建的禮拜堂取名為「王長齡主教紀念禮拜堂」，亦稱之為「降臨堂」，1972年動土興建，1973年獻堂啟用。

## 建築
淡水降臨堂建築由上海聖約翰大學校友沈祖海設計，禮拜堂以王長齡主教的墓園為中心，當作聖堂之祭壇。禮拜堂外觀中的拱形外牆，象徵農夫的斗笠，代表信仰深耕本地，祭壇形狀結構做成一雙手的樣子，代表將上主的恩賜奉獻出去。

## 禮拜時間
以下時間以當地時間（臺灣時間）為準
- 華語崇拜——主日 10:00（AM）

## 外部連結
- 聖公會淡水降臨堂Facebook專頁